# Grand Theft Auto (videohra)
Grand Theft Auto (GTA) je první videohra vytvořená skotskou společností Rockstar North (dříve DMA Design) a vydaná společností ASC Games v roce 1997. Hra je první v populární herní sérii, která čítá devět samostatných her a čtyři datadisky (více viz v článku o celé sérii). Hra byla uvolněna zdarma ke stažení.

## Charakteristika hry
Hráč je v roli zločince, který se volně pohybuje po městě a plní různé úkoly, jako např. bankovní loupeže, vraždy a další zločiny. Hra se skládá ze série úrovní (levelů), které se odehrávají v jednom z měst (Liberty City, San Andreas a Vice City). Tato města jsou fiktivní, ale byla inspirována skutečnými americkými městy New York City, San Francisco a Miami. V každé úrovni musí hráč dosáhnout určeného počtu bodů a má k dispozici 5 životů. Počítadlo skóre je zároveň měřítkem hráčových peněz, které může utrácet za různé věci, čímž se mu však oddaluje dosažení cíle dané úrovně. Úroveň hráč zakončí dojetím do určeného místa. Jinak však se svojí postavou má velkou svobodu pohybu, může objevovat město, způsobovat smrt a kolize v dopravě, krást a zpeněžovat auta. K završení levelu musí dokončit určené úkoly, při jejich plnění si však může vybrat cestu, kterou se dostane do místa určení. Taková herní svoboda není v žánru akčních počítačových her běžná.